# Ferid Murad
Ferid Murad (Whiting, Indiana, 14. rujna 1936.) je albansko-američki liječnik i farmakolog.
Godine 1998. dobio je Nobelovu nagradu za fiziologiju ili medicinu zajedno s Robert F. Furchgott i Louis J. Ignarrom za njihova otkriće u vezi uloge dušikovog oksida (NO) kao signalne molekule u krvožilnom sustavu.

## Vanjske poveznice
- Nobelova nagrada - autobiografija  Arhivirana inačica izvorne stranice od 21. studenoga 2009. (Wayback Machine) (engl.)